# Agudo (Ciudad Real)
Agudo ist ein Dorf und eine spanische Gemeinde (municipio) mit 1.604 Einwohnern (Stand: 2024) im Südosten der historischen Landschaft La Mancha in der Provinz Ciudad Real in der Region Kastilien-La Mancha in Zentralspanien. 

## Lage und Klima
Agudo liegt etwa 100 Kilometer ostsüdöstlich von Ciudad Real in einer Höhe von ca. 600 m am Río Agudo. Das Klima ist meist trocken und warm; der spärliche Regen (ca. 575 mm/Jahr) fällt überwiegend in den Wintermonaten.

## Bevölkerungsentwicklung
| Jahr      | 1970 | 1981 | 1991 | 2001 | 2011 | 2021 |
| Einwohner | 3093 | 2334 | 2219 | 2053 | 1866 | 1638 |

Infolge der Mechanisierung der Landwirtschaft, der Aufgabe bäuerlicher Kleinbetriebe („Höfesterben“) und der dadurch ausgelösten „Landflucht“ ist die Einwohnerzahl des Dorfes in der zweiten Hälfte des 20. Jahrhunderts deutlich gesunken.

## Sehenswürdigkeiten
- Benediktskirche (Iglesia de San Benito Abad)
- Marienkapelle
- Blasiuskapelle
- Rathaus

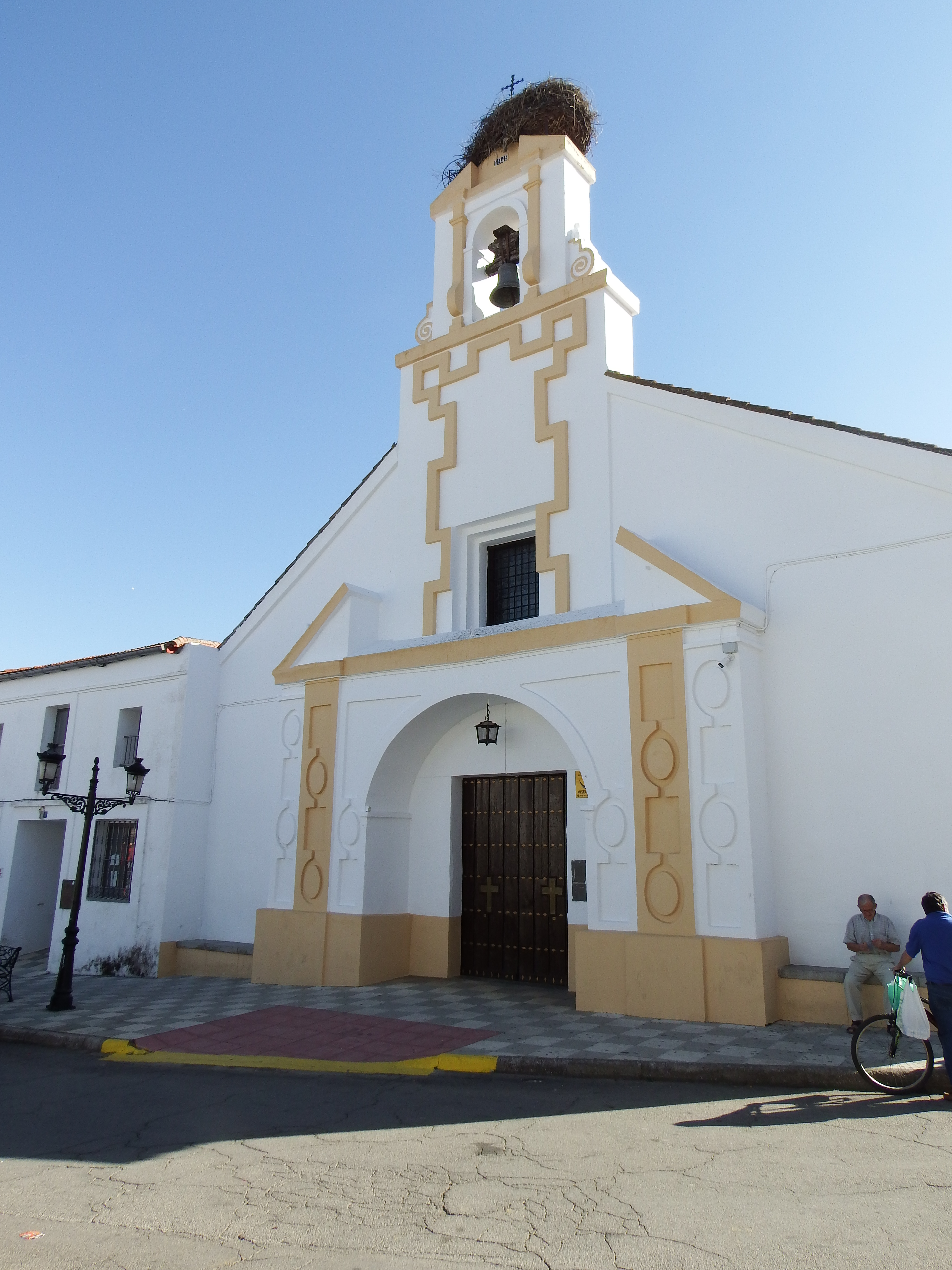
Benediktskirche
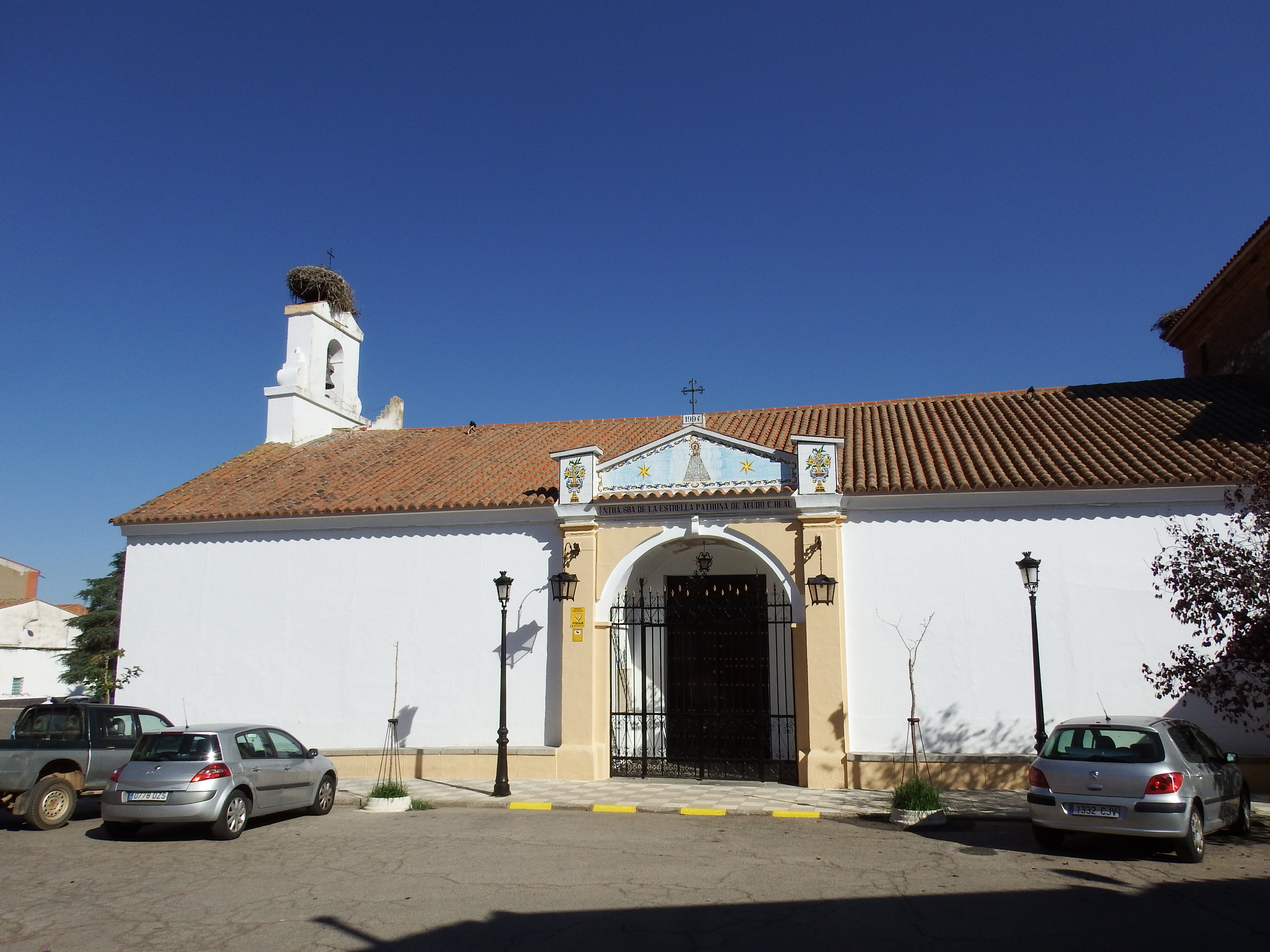
Marienkapelle
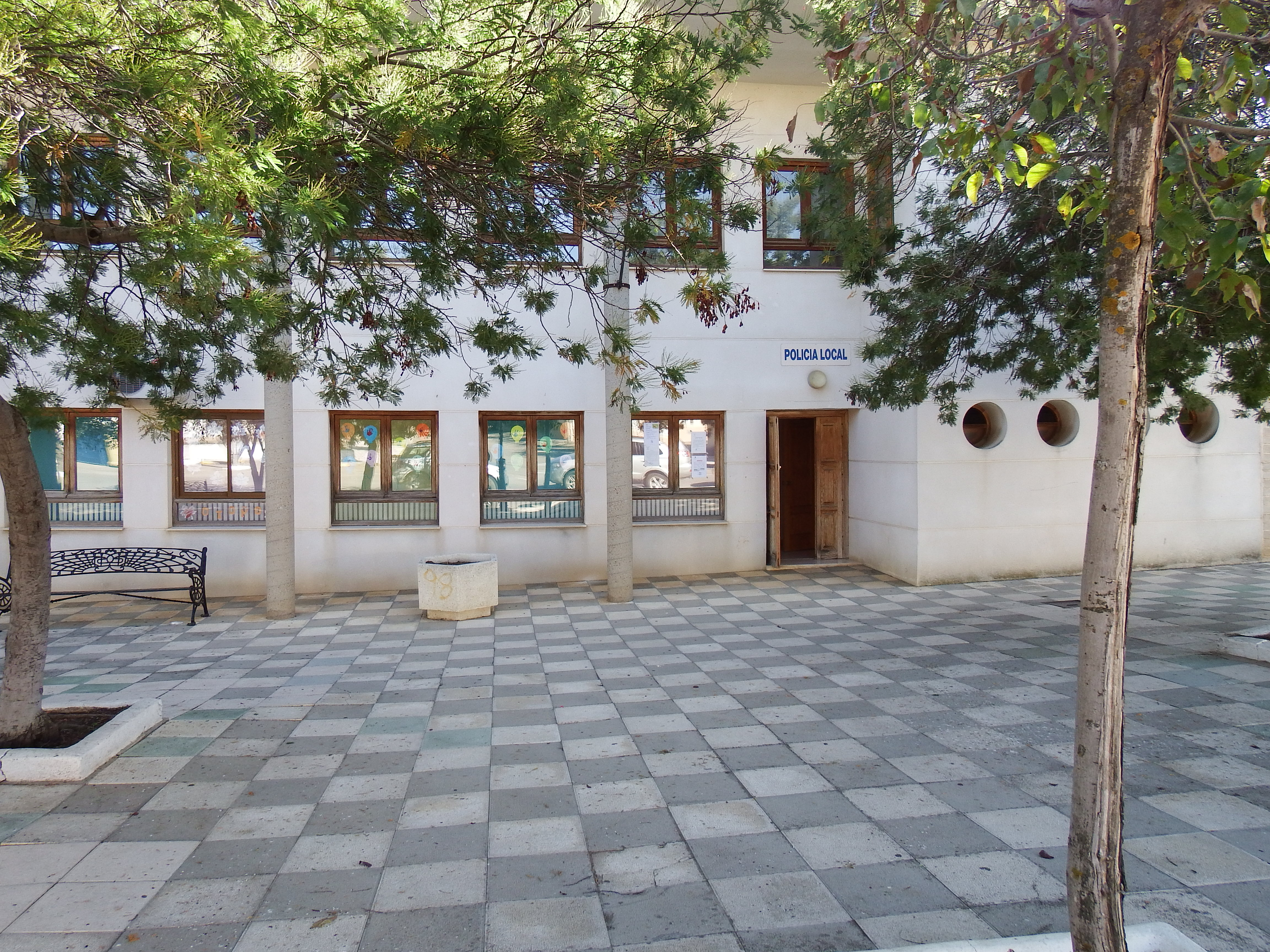
Rathaus